# Bordj El Bahri
Bordj el Bahri (în arabă برج البحري) este o comună din provincia Alger, Algeria.
Populația comunei este de 52.816 locuitori (2008).